# Queen of the Clouds
Queen of the Clouds é o álbum de estreia da cantora sueca Tove Lo, lançado a 24 de setembro de 2014 através da Island Records. O álbum é a continuação do seu extended play (EP) de estreia, Truth Serum (2014) e inclui os singles de sucesso "Habits (Stay High)" e "Talking Body". Lo trabalhou com vários escritores e produtores, como Klas Åhlund, Alexander Kronlund, Alx Reuterskiöld e Captain Cuts. Musicalmente, Queen of the Clouds é um álbum centrado principalmente em gêneros como electropop, synth-pop e dance-pop. Liricamente, seus temas centram-se nas fases de um relacionamento, incluindo paixão, amor e fim.
O álbum recebeu críticas positivas dos críticos de música que elogiaram sua produção e conteúdo lírico. Em divulgação ao álbum, Lo embarcou na turnê Queen of the Clouds Tour, que passou pela América do Norte e Europa. Em 25 de setembro de 2015, um ano após o lançamento original do álbum, uma edição Blueprint do álbum foi anunciada; a versão bônus traz faixas de Truth Serum, uma nova versão de "Moments", "Not Made for This World", originalmente exclusiva do Spotify, e uma versão explícita de "Scream My Name" da trilha sonora de The Hunger Games: Mockingjay - Part 1.

## Antecedentes e desenvolvimento
Queen of the Clouds é a continuação do extended play (EP) de estreia de Lo, Truth Serum (2014). O álbum é dividido em três seções: "The Sex", "The Love" e "The Pain". Semelhante ao tema de uma relação tóxica em Truth Serum, o álbum gira em torno de um término e fornece uma história completa de suas lutas românticas. Ela descreveu sua música como uma terapia onde ela poderia cantar sobre coisas que normalmente não sousaria falar. O título do álbum veio de sua canção "Not on Drugs" e descreve o seu novo estilo de vida em turnê pelo mundo após a o sucesso de seu primeiro EP. Lo disse que representava o sentimento de como se ela estivesse "flutuando no topo do mundo", e que era importante que o título do álbum representasse isso.

## Lançamento e promoção
Lo anunciou o lançamento de Queen of the Clouds em entrevista à Rolling Stone em 19 de agosto de 2014. Pouco depois, em 9 de setembro de 2014, o álbum foi disponibilizado para pré-encomenda online no iTunes Store. Em 16 de setembro de 2014, as faixas do álbum "Moments", "Timebomb" e "Thousand Miles" também foram disponibilizadas para download digital junto com a pré-encomenda do iTunes. Em 24 de setembro de 2014, Lo cantou "Habits" no Jimmy Kimmel Live! para promover seu álbum. O álbum recebeu maior promoção através de sua turnê de apoio, a Queen of the Clouds Tour, a primeira de Lo como atração principal, iniciada em 28 de setembro de 2015, em San Diego, Califórnia. Foi a primeira de sua carreira com shows na América do Norte. Com um total de vinte shows marcados durante o período de três meses, devido à uma doença, Lo foi forçada a cancelar as quatro datas finais da parte europeia da turnê.

### Singles
O primeiro single, "Habits (Stay High)", foi originalmente lançado como "Habits" em 25 de março de 2013, antes do lançamento do EP Truth Serum em março de 2014. Posteriormente, foi relançado como "Habits (Stay High)" em 6 de dezembro de 2013. Nos Estados Unidos, a canção se tornou um grande sucesso, alcançando a posição número três na Billboard Hot 100 em 2014, ocupando o top 10 por dez semanas. Ela fez sua primeira aparição nas paradas da Billboard quando estreou na posição 34 no Rock Airplay e na posição 36 na Alternative Songs. Eventualmente, estreou na posição 66 na Billboard Hot 100 em 14 de junho de 2014. Em 15 de outubro de 2014, a música se tornou parte do top cinco feminino da Hot 100, quando subiu do sexto para o quarto lugar na parada. Em sua vigésima segunda semana na parada, a faixa alcançou a posição número três, e manteve essa posição na semana seguinte. Ao fazer isso, tornou-se a música de maior sucesso de um artista sueco na Billboard Hot 100 desde "The Sign", do Ace of Base, que alcançou a posição número um em 1994. Em janeiro de 2016, vendeu 2,6 milhões de cópias nos Estados Unidos e foi certificado oito vezes platina pela Recording Industry Association of America (RIAA). Um remix de "Habits" da dupla de produção musical Hippie Sabotage, alternativamente intitulado "Stay High", foi lançado em 3 de março de 2014 e alcançou a posição 13 na parada de singles da Suécia. O remix da canção teve um desempenho ainda mais bem-sucedido em outros lugares, alcançando o top 10 das paradas na Noruega, Holanda, França, Reino Unido, Nova Zelândia e Austrália.
"Not on Drugs" foi originalmente revelado como o segundo single do álbum, com seu vídeo lírico estreando em junho de 2014 e seu videoclipe estreando em agosto do mesmo ano, mas um single diferente, "Talking Body", foi escolhido para substituí-lo, sendo enviada às rádios mainstream americanas em 20 de janeiro de 2015. Desde então, "Talking Body" alcançou a posição 12 no Hot 100 em 20 de maio de 2015, tornando-se sua segunda entrada no top 20 depois de "Habits (Stay High)".
Em 23 de maio de 2015, no Boston Calling Music Festival, Lo anunciou que "Timebomb" serviria como terceiro single do projeto. A canção foi lançada digitalmente em 12 de agosto de 2015. No entanto, a Republic Records, que cuida das promoções de Lo nas rádios americanas, optou por não levar "Timebomb" às rádios. Em vez disso, "Moments" foi enviada às rádios mainstream americanas em 13 de outubro de 2015, servindo como o quarto e último single do projeto.

## Recepção critica
| Críticas profissionais    | Críticas profissionais |
| Pontuações agregadas      | Pontuações agregadas   |
| Fonte                     | Avaliação              |
| ------------------------- | ---------------------- |
| Metacritic                | 73/100                 |
| AOTY                      | 74/100                 |
| Avaliações da crítica     |                        |
| Fonte                     | Avaliação              |
| AllMusic                  | [ 32 ]                 |
| Cuepoint (Expert Witness) | [ 33 ]                 |
| Digital Spy               | [ 34 ]                 |
| Evening Standard          | [ 35 ]                 |
| Pitchfork                 | 7.2/10                 |
| Rolling Stone             | [ 37 ]                 |
| The Daily Telegraph       | [ 38 ]                 |
| The Guardian              | [ 2 ]                  |
| The Irish Times           | [ 39 ]                 |
| The Observer              | [ 40 ]                 |

Após o seu lançamento, Queen of the Clouds recebeu críticas positivas dos críticos musicais. De acordo com o agregador de críticas Metacritic, o álbum recebeu uma pontuação média de 73/100 com base em 4 avaliações. Sam Lansky, da Time, elogiou o conteúdo lírico do álbum, afirmando que "todas as faixas têm umas batidas satisfatórias, mas são as letras dela que brilham mais, trocando clichês pop, mas invertendo-os ao mesmo tempo". Ele descreveu os refrões das faixas como comerciais o suficiente para dar a Lo uma "chance de lutar pelo estrelato nos Estados Unidos". Carrie Battan do Pitchfork deu ao álbum uma nota 7,2 de 10 e descreveu sua música como "músicas pop machucadas e bem arranjadas que parecem grandiosas, mas não excessivas". Ela também observou que sua "honestidade desarmante" e "letras bem formuladas" são o que gruda na mente. Evan Ross, do andPOP, deu ao álbum três estrelas e meia em cinco, descreveu Queen of the Clouds como "um álbum muito agradável que descreve com bastante precisão como é ser jovem e apaixonado" e gostou particularmente do fato de o álbum ser um conceito completo, em vez das faixas lançadas aleatoriamente. Ele elogiou a produção e as músicas de preenchimento agradáveis. Ele também notou que o "álbum inspirado em EDM" de Lo tinha mais substância do que outros álbuns semelhantes. Maxie Molotov-Smith, da Fortitude Magazine, deu ao álbum quatro estrelas e meia em cinco, elogiando a honestidade "totalmente sincera" nas letras de Lo e descreveu a música como "música pop eletrônica habilmente elaborada" com refrões contagiantes.
Jon O'Brien do Music Is My Oxygen deu ao álbum 4 de 5 estrelas e elogiou o destaque de Lo na multidão, descrevendo seu álbum como uma "estreia revigorante e crua que coloca Tove Lo como a principal bagunça quente do pop". Kathy Iandoli, do Idolator, deu ao álbum três estrelas e meia em cinco, elogiando a honestidade das letras e observou que Lo "se tornou magistralmente hábil em inserir palavras pensadas em músicas dançantes por meio de suas composições anteriores, mas ela vai um passo além com Queen Of The Clouds". Um crítico do PressPLAY deu ao álbum uma nota 4 de 5 e elogiou o conteúdo lírico do álbum e que Lo "vai para os lugares obscuros que o pop moderno tende a evitar", embora eles também tenham escrito que havia uma "leve necessidade de variedade e uma edição mais precisa da lista de faixas". O crítico também descreveu Lo como tendo uma "energia frenética e bêbada [...] que mantém você fisgado em suas músicas, diferente de qualquer um de seus pares".

## Alinhamento de faixas
| Queen of the Clouds – Edição padrão dos Estados Unidos |                                                                      |                                                          |                                    |         |  |
| N.º                                                    | Título                                                               | Compositor(es)                                           | Produtor(es)                       | Duração |  |
| 1.                                                     | "The Sex" (Intro)                                                    | Tove Nilsson                                             | Lo                                 | 0:06    |  |
| 2.                                                     | "My Gun"                                                             | Nilsson Ludvig Söderberg Jakob Jerlström Daniel Ledinsky | The Struts Ledinsky [a]            | 3:36    |  |
| 3.                                                     | "Like Em Young"                                                      | Nilsson Söderberg Jerlström                              | The Struts                         | 3:39    |  |
| 4.                                                     | "Talking Body"                                                       | Nilsson Söderberg Jerlström                              | The Struts Shellback               | 3:58    |  |
| 5.                                                     | "Timebomb"                                                           | Nilsson Klas Åhlund Alexander Kronlund                   | Åhlund                             | 3:34    |  |
| 6.                                                     | "The Love" (Interlude)                                               | Nilsson                                                  | Nilsson                            | 0:05    |  |
| 7.                                                     | "Moments"                                                            | Nilsson                                                  | Mattman & Robin                    | 3:22    |  |
| 8.                                                     | "The Way That I Am"                                                  | Nilsson Ali Payami                                       | Payami                             | 3:07    |  |
| 9.                                                     | "Got Love"                                                           | Nilsson Söderberg Jerlström Alx Reuterskiöld             | The Struts                         | 3:48    |  |
| 10.                                                    | "Not on Drugs"                                                       | Nilsson Söderberg Jerlström Reuterskiöld                 | The Struts Reuterskiöld [b]        | 3:02    |  |
| 11.                                                    | "The Pain" (Interlude)                                               | Nilsson                                                  | Nilsson                            | 0:05    |  |
| 12.                                                    | "Thousand Miles"                                                     | Nilsson Mike "Scribz" Riley                              | The Struts Riley                   | 3:34    |  |
| 13.                                                    | "Habits (Stay High)"                                                 | Nilsson Söderberg Jerlström                              | The Struts                         | 3:29    |  |
| 14.                                                    | "This Time Around"                                                   | Nilsson Nate Campany Kyle Shearer                        | Shearer                            | 4:04    |  |
| 15.                                                    | "Run on Love" (Lucas Nord com a participação de Tove Lo) (QOTC edit) | Nilsson Lucas Nordqvist                                  | Nord                               | 4:00    |  |
| 16.                                                    | "Habits (Stay High)" (Hippie Sabotage remix) (faixa bônus)           | Nilsson Söderberg Jerlström                              | The Struts Hippie Sabotage [a] [c] | 4:18    |  |
| Duração total:                                         | Duração total:                                                       | Duração total:                                           | Duração total:                     | 45,47   |  |

| Queen of the Clouds – Faixa bônus da edição internacional |                                              |                             |                                    |         |  |
| N.º                                                       | Título                                       | Compositor(es)              | Produtor(es)                       | Duração |  |
| 16.                                                       | "Love Ballad"                                | Nilsson Söderberg Jerlström | The Struts                         | 3:30    |  |
| 17.                                                       | "Habits (Stay High)" (Hippie Sabotage remix) | Nilsson Söderberg Jerlström | The Struts Hippie Sabotage [a] [c] | 4:18    |  |
| Duração total:                                            | Duração total:                               | Duração total:              | Duração total:                     | 51:17   |  |

| Queen of the Clouds – Faixa bônus da edição internacional do Spotify |                           |                                              |                 |         |  |
| N.º                                                                  | Título                    | Compositor(es)                               | Produtor(es)    | Duração |  |
| 18.                                                                  | "Not Made for This World" | Nilsson Tobias Jimson Michel Rickard Flygare | Astma & Rocwell | 3:38    |  |
| Duração total:                                                       | Duração total:            | Duração total:                               | Duração total:  | 54:35   |  |

| Queen of the Clouds – Faixas bônus da edição digital europeia |                |                                                |                                 |         |  |
| N.º                                                           | Título         | Compositor(es)                                 | Produtor(es)                    | Duração |  |
| 18.                                                           | "Over"         | Nilsson Gill Mattias Larsson Robin Fredriksson | The Struts Mattman & Robin Gill | 3:44    |  |
| 19.                                                           | "Out of Mind"  | Nilsson Reuterskiöld                           | The Struts                      | 3:09    |  |
| 20.                                                           | "Paradise"     | Nilsson Elliot Wilkins Riley                   | The Struts Riley                | 3:03    |  |
| Duração total:                                                | Duração total: | Duração total:                                 | Duração total:                  | 65:01   |  |

| Queen of the Clouds – Faixa bônus da edição Spotify do Reino Unido |                                 |                             |                      |         |  |
| N.º                                                                | Título                          | Compositor(es)              | Produtor(es)         | Duração |  |
| 21.                                                                | "Talking Body" (versão editada) | Nilsson Söderberg Jerlström | The Struts Shellback | 3:58    |  |
| Duração total:                                                     | Duração total:                  | Duração total:              | Duração total:       | 68:59   |  |

| Queen of the Clouds – Faixas bônus da edição Blueprint internacional |                                                               |                                                   |                                    |         |  |
| N.º                                                                  | Título                                                        | Compositor(es)                                    | Produtor(es)                       | Duração |  |
| 17.                                                                  | "Paradise"                                                    | Nilsson Elliot Wilkins Orabiyi                    | The Struts Riley                   | 3:03    |  |
| 18.                                                                  | "Over"                                                        | Nilsson Gill Larsson Fredriksson                  | The Struts Mattman & Robin Gill    | 3:44    |  |
| 19.                                                                  | "Out of Mind"                                                 | Nilsson Reuterskiöld                              | The Struts                         | 3:09    |  |
| 20.                                                                  | "Crave"                                                       | Nilsson Rabin McMahon Berger                      | Captain Cuts                       | 3:28    |  |
| 21.                                                                  | "Not Made for This World"                                     | Nilsson Jimson Flygare                            | Astma & Rocwell                    | 3:38    |  |
| 22.                                                                  | "Scream My Name"                                              | Nilsson Söderberg                                 | Nilsson The Struts                 | 3:34    |  |
| 23.                                                                  | "Habits (Stay High)" (Hippie Sabotage remix)                  | Nilsson Söderberg Jerlström                       | The Struts Hippie Sabotage [a] [c] | 4:18    |  |
| 24.                                                                  | "Heroes (We Could Be)" (Alesso com a participação de Tove Lo) | Nilsson Alessandro Lindblad David Bowie Brian Eno | Alesso                             | 3:29    |  |
| Duração total:                                                       | Duração total:                                                | Duração total:                                    | Duração total:                     | 75:22   |  |

| Queen of the Clouds – Faixas bônus da edição de luxo do iTunes Store do Canadá e EUA |                                   |                                          |                                        |         |  |
| N.º                                                                                  | Título                            | Compositor(es)                           | Produtor(es)                           | Duração |  |
| 17.                                                                                  | "Love Ballad"                     | Nilsson Söderberg Jerlström              | The Struts                             | 3:30    |  |
| 18.                                                                                  | "Crave"                           | Nilsson Rabin McMahon Berger             | Captain Cuts                           | 3:30    |  |
| 19.                                                                                  | "Not on Drugs" (Ali Payami remix) | Nilsson Söderberg Jerlström Reuterskiöld | The Struts Reuterskiöld [b] Payami [c] | 2:51    |  |
| Duração total:                                                                       | Duração total:                    | Duração total:                           | Duração total:                         | 57:38   |  |

| Queen of the Clouds – Faixas bônus da edição de luxo do Spotify dos EUA |                                   |                                          |                                        |         |  |
| N.º                                                                     | Título                            | Compositor(es)                           | Produtor(es)                           | Duração |  |
| 17.                                                                     | "Love Ballad"                     | Nilsson Söderberg Jerlström              | The Struts                             | 3:30    |  |
| 18.                                                                     | "Crave"                           | Nilsson Rabin McMahon Berger             | Captain Cuts                           | 3:30    |  |
| 19.                                                                     | "Not on Drugs" (Ali Payami remix) | Nilsson Söderberg Jerlström Reuterskiöld | The Struts Reuterskiöld [b] Payami [c] | 2:51    |  |
| Duração total:                                                          | Duração total:                    | Duração total:                           | Duração total:                         | 57:46   |  |

| Queen of the Clouds – Faixas bônus da edição LP dos EUA |                                              |                                          |                                    |         |  |
| N.º                                                     | Título                                       | Compositor(es)                           | Produtor(es)                       | Duração |  |
| 16.                                                     | "Love Ballad"                                | Nilsson Söderberg Jerlström              | The Struts                         | 3:30    |  |
| 17.                                                     | "Not on Drugs" (The Knocks remix)            | Nilsson Söderberg Jerlström Reuterskiöld | The Struts Reuterskiöld [b]        | 4:27    |  |
| 18.                                                     | "Over"                                       | Nilsson Gill Larsson Fredriksson         | The Struts Mattman & Robin Gill    | 3:44    |  |
| 19.                                                     | "Habits (Stay High)" (Hippie Sabotage remix) | Nilsson Söderberg Jerlström              | The Struts Hippie Sabotage [a] [c] | 4:18    |  |
| Duração total:                                          | Duração total:                               | Duração total:                           | Duração total:                     | 58:28   |  |

| Queen of the Clouds – Faixas bônus da edição Blueprint dos EUA |                                                               |                                          |                                        |         |  |
| N.º                                                            | Título                                                        | Compositor(es)                           | Produtor(es)                           | Duração |  |
| 17.                                                            | "Love Ballad"                                                 | Nilsson Söderberg Jerlström              | The Struts                             | 3:30    |  |
| 18.                                                            | "Paradise"                                                    | Nilsson Elliot Wilkins Orabiyi           | The Struts Riley                       | 3:03    |  |
| 19.                                                            | "Over"                                                        | Nilsson Gill Larsson Fredriksson         | The Struts Mattman & Robin Gill        | 3:44    |  |
| 20.                                                            | "Out of Mind"                                                 | Nilsson Reuterskiöld                     | The Struts                             | 3:09    |  |
| 21.                                                            | "Heroes (We Could Be)" (Alesso com a participação de Tove Lo) | Nilsson Lindblad Bowie Eno               | Alesso                                 | 3:29    |  |
| 22.                                                            | "Crave"                                                       | Nilsson Rabin McMahon Berger             | Captain Cuts                           | 3:30    |  |
| 23.                                                            | "Not on Drugs" (Ali Payami remix)                             | Nilsson Söderberg Jerlström Reuterskiöld | The Struts Reuterskiöld [b] Payami [c] | 2:51    |  |
| Duração total:                                                 | Duração total:                                                | Duração total:                           | Duração total:                         | 71:03   |  |

| Queen of the Clouds – Faixas bônus da edição limitada de luxo Blueprint do Reino Unido |                                                               |                                          |                                        |         |  |
| N.º                                                                                    | Título                                                        | Compositor(es)                           | Produtor(es)                           | Duração |  |
| 19.                                                                                    | "Paradise"                                                    | Nilsson Elliot Wilkins Orabiyi           | The Struts Riley                       | 3:03    |  |
| 20.                                                                                    | "Over"                                                        | Nilsson Gill Larsson Fredriksson         | The Struts Mattman & Robin Gill        | 3:44    |  |
| 21.                                                                                    | "Out of Mind"                                                 | Nilsson Reuterskiöld                     | The Struts                             | 3:09    |  |
| 22.                                                                                    | "Not on Drugs" (Ali Payami remix)                             | Nilsson Söderberg Jerlström Reuterskiöld | The Struts Reuterskiöld [b] Payami [c] | 2:51    |  |
| 23.                                                                                    | "Heroes (We Could Be)" (Alesso com a participação de Tove Lo) | Nilsson Lindblad Bowie Eno               | Alesso                                 | 3:30    |  |
| Duração total:                                                                         | Duração total:                                                | Duração total:                           | Duração total:                         | 71:03   |  |

| Queen of the Clouds – Faixas bônus da edição Blueprint do Spotify dos EUA |                                   |                                              |                                        |         |  |
| N.º                                                                       | Título                            | Compositor(es)                               | Produtor(es)                           | Duração |  |
| 23.                                                                       | "Not Made for This World"         | Nilsson Tobias Jimson Michel Rickard Flygare | Astma & Rocwell                        | 3:38    |  |
| 24.                                                                       | "Not on Drugs" (Ali Payami remix) | Nilsson Söderberg Jerlström Reuterskiöld     | The Struts Reuterskiöld [b] Payami [c] | 2:51    |  |
| Duração total:                                                            | Duração total:                    | Duração total:                               | Duração total:                         | 74:41   |  |

Notas
- ↑[a]  significa um produtor adicional.
- ↑[b]  significa um co-produtor.
- ↑[c]  significa um remixer.

## Equipe e colaboradores
Lista-se abaixo os profissionais envolvidos na elaboração de Queen of the Clouds.
| Músicos - Tove Lo — composição (faixas 2–5, 7–10, 12–16); vocais (faixas 2–5, 7–10, 12–16); vocais de fundo (faixa 2) - The Struts — teclados, guitarras (faixas 2, 10); baixo (faixa 2); programação (faixas 2, 3, 9, 10, 12, 13); todos os instrumentos (faixas 3, 9, 12); todos os teclados (faixa 13) - Daniel Ledinsky — cordas, vocais de fundo (faixa 2) - Shellback — programação adicional, teclados (faixa 4) - Klas Åhlund — instrumentos, programação (faixa 5) - David Nyström — piano (faixa 5) | - Mattman & Robin — todos os instrumentos, programação (faixa 7) - Ali Payami — todos os instrumentos, programação (faixa 8) - Filip Runesson — cordas (faixas 9, 13) - Alx Reuterskiöld — teclados (faixa 10) - Scribz Riley — todos os instrumentos, programação (faixa 12) - Kyle Shearer — todos os instrumentos (faixa 14) - Jeffrey Saurer — arranjo musical (faixa 16) - Kevin Saurer — arranjo musical (faixa 16) |

| Técnico - The Struts — produção (faixas 2, 3, 9, 10, 12, 13); engenharia (faixa 2) - Daniel Ledinsky — produção adicional (faixa 2) - Spyke Lee — assistência de engenharia (faixa 2) - Lars Norgren — mixagem (faixas 2, 3, 7–10, 12–14) - Shellback — produção (faixa 4) - Serban Ghenea — mixagem (faixa 4) - John Hanes — engenharia para mixagem (faixa 4) - Klas Åhlund — produção (faixa 5) - Michael Illbert — mixagem (faixa 5) - Mattman & Robin — produção (faixa 7) | - Ali Payami — produção (faixa 8) - Alx Reuterskiöld — coprodução (faixa 10) - Scribz Riley — produção (faixa 12) - Kyle Shearer — produção (faixa 14) - Robert Marvin — engenharia adicional (faixa 14) - Andy Selby — edição vocal (faixa 14) - Lucas Nord — produção, mixagem (faixa 15) - Hippie Sabotage — remix, produção adicional (faixa 16) - Björn Engelmann — masterização |

Arte
- Daniel Åberg — direção de arte, design, design de capa
- Johannes Helje — design de capa, fotografia, edição de fotos
- Clara Tägtström — design de capa
- Tove Lo — design de capa, títulos com letras à mão
- Oskar Wettergren — letras à mão na frente e nos capítulos

## Desempenho comercial
Na Suécia, terra nativa de Lo, Queen of the Clouds estreou em sexto lugar nas paradas do Sverigetopplistan, permanecendo no top 100 por 79 semanas. O Sverigetopplistan relatou que Queen of the Clouds é o 58º álbum de maior sucesso de todos os tempos na Suécia. Nos Estados Unidos, o álbum entrou na tabela Billboard 200 em 14º lugar, com vendas de 19.000 unidades em sua primeira semana. Em agosto de 2016, vendeu 190.000 cópias nos EUA. O álbum estreou na 17ª posição na parada de álbuns do Reino Unido, vendendo 4.722 unidades em sua primeira semana. O álbum também alcançou o top 50 na Austrália, Finlândia, Nova Zelândia e Noruega.
| País — Tabela musical (2014–2015)        | Melhor posição |
| ---------------------------------------- | -------------- |
| Alemanha (GfK Entertainment Charts)      | 49             |
| Austrália (ARIA Charts)                  | 47             |
| Áustria (Ö3 Austria)                     | 47             |
| Bélgica (Ultratop (Flandres)             | 65             |
| Bélgica (Ultratop (Valónia)              | 43             |
| Canadá (Billboard Canadian Albums Chart) | 17             |
| Dinamarca (Hitlisten)                    | 16             |
| Escócia (OCC)                            | 18             |
| Estados Unidos (Billboard 200)           | 14             |
| Finlândia (Suomen virallinen lista)      | 33             |
| França (SNEP)                            | 72             |
| Irlanda (IRMA)                           | 43             |
| Noruega (VG-lista)                       | 10             |
| Nova Zelândia (RMNZ)                     | 22             |
| Reino Unido (UK Albums Chart)            | 17             |
| Suécia (Sverigetopplistan)               | 6              |

| País — Tabela musical (2014)   | Melhor posição |
| ------------------------------ | -------------- |
| Suécia (Sverigetopplistan)     | 72             |
| País — Tabela musical (2015)   | Melhor posição |
| Dinamarca (Hitlisten)          | 36             |
| Estados Unidos (Billboard 200) | 49             |
| Suécia (Sverigetopplistan)     | 13             |
| País — Tabela musical (2016)   | Melhor posição |
| Suécia (Sverigetopplistan)     | 90             |

| Região | Provedor       | Certificação | Vendas     |
| --- | -------------- | ------------ | ---------- |
| Dinamarca | IFPI Dinamarca | Platina      | 20,000‡    |
| Estados Unidos | RIAA           | Platina      | 1,000,000‡ |
| México | AMPROFON       | Ouro         | 30,000^    |
| Polónia | ZPAV           | Platina      | 20,000‡    |
| Reino Unido | BPI            | Ouro         | 100,000‡   |
| Singapura | RIAS           | Ouro         | 5,000*     |
| Suécia | GLF            | Platina      | 40,000‡    |
| *vendas baseados apenas na certificação ^números de remessas baseados apenas na certificação ‡vendas+valores de streaming baseados apenas na certificação |                |              |            |

## Histórico de lançamento
| Região         | Data                   | Formato             | Versão        | Gravadora | Ref.          |
| -------------- | ---------------------- | ------------------- | ------------- | --------- | ------------- |
| Austrália      | 24 de setembro de 2014 | CD download digital | Padrão deluxe | Universal | [ 92 ]        |
| Noruega        | 24 de setembro de 2014 | CD download digital | Padrão deluxe | Universal | [ 93 ]        |
| Suécia         | 24 de setembro de 2014 | CD download digital | Padrão deluxe | Universal | [ 94 ]        |
| Canadá         | 30 de setembro de 2014 | CD download digital | Padrão deluxe | Universal | [ 53 ]        |
| Estados Unidos | 30 de setembro de 2014 | CD download digital | Padrão deluxe | Island    | [ 46 ] [ 54 ] |
| Itália         | 11 de novembro de 2014 | CD download digital | Padrão deluxe | Universal | [ 95 ]        |
| Reino Unido    | 11 de maio de 2015     | CD download digital | Padrão deluxe | Polydor   | [ 96 ]        |
| Reino Unido    | 25 de setembro de 2015 | CD                  | Blueprint     | Polydor   | [ 58 ]        |
| Canadá         | 2 de outubro de 2015   | CD download digital | Blueprint     | Universal | [ 97 ]        |
| Estados Unidos | 2 de outubro de 2015   | CD download digital | Blueprint     | Island    | [ 98 ]        |
| Austrália      | 30 de outubro de 2015  | CD download digital | Blueprint     | Universal | [ 99 ]        |
| Suécia         | 30 de outubro de 2015  | CD download digital | Blueprint     | Universal | [ 100 ]       |
| Reino Unido    | 30 de outubro de 2015  | CD download digital | Blueprint     | Polydor   | [ 101 ]       |